# Antonio Zapata Velasco
Gastón Antonio Zapata Velasco (Lima, 25 de octubre de 1951) es un historiador, catedrático, columnista, presentador de televisión y analista político peruano, reconocido por sus investigaciones y artículos sobre la historia y la realidad sociopolítica del Perú. 

## Biografía
Hijo del director de la Guardia Civil, Gastón Zapata de la Flor.
Estudió Letras en la Pontificia Universidad Católica del Perú; luego de ello obtuvo un Master of Arts en Historia de América Latina en la Universidad de Columbia. Estudió un Diploma en Historia en la Escuela de Estudios Superiores en Ciencias Sociales de París, Francia
De regreso en la Universidad de Columbia estudió una Maestría (Ph.M) y un Doctorado (Ph.D) en Historia de América Latina.
Es catedrático del Departamento de Humanidades de la Pontificia Universidad Católica del Perú (PUCP) y del Departamento de Ciencias Sociales de la Universidad Nacional Mayor de San Marcos (UNMSM).
Es columnista del diario La República y analista político. Es Investigador Asociado del Instituto de Estudios Peruanos (IEP), especializado en historia contemporánea. 
Fue director y conductor del programa de historia Sucedió en el Perú del canal estatal peruano. Además que formó parte del Consejo Directivo de TV Perú.

## Publicaciones
- (En colaboración con Carlos Reyna) La crónica sobre el cólera en el Perú. Lima: DESCO, 1991.
- El joven Belaúnde: historia de la revista El Arquitecto Peruano, 1937-1963. Lima: Minerva, 1995.
- Sociedad y poder local. La comunidad de Villa El Salvador 1971-1996. Lima: DESCO, 1996.
- Cultura, diversidad y conocimientos ante los Tratados de Libre Comercio. Hacia un diálogo . Lima: ITACAB, 2005.
- La Comisión de la Verdad y Reconciliación y los medios de comunicación : Ayacucho y Lima. Lima: IEP, 2010.
- (En colaboración con Rolando Rojas) ¿Desiguales desde siempre? Miradas históricas sobre la desigualdad. Lima: Instituto de Estudios Peruanos, 2013.
- Un mundo incierto. Historia universal contemporánea. Lima: Fondo Editorial PUCP, 2014.
- Pensando a la derecha. Lima: Planeta, 2016.
- La guerra senderista. Hablan los enemigos. Lima: Taurus, 2017.
- La caída de Velasco. Lucha política y crisis del régimen. Lima: Taurus, 2018.
- (En colaboración con Cristóbal Aljovín de Losada) Oligarquía en guerra. Élites en pugna durante la II Guerra Mundial. Lima: Taurus, 2021.
- Lucha política y crisis social en el Perú Republicano 1821-2021. Lima: Fondo Editorial PUCP, 2021.